# 千葉県立松戸南高等学校
千葉県立松戸南高等学校（ちばけんりつ まつどみなみこうとうがっこう）は千葉県松戸市紙敷にある県立高等学校。略称は「松南」（まつなん）。

## 概要
1976年4月の開校から全日制普通科のみの課程であったが、2006年より、午前部・午後部・夜間部の三部からなる三部制定時制（単位制）の課程が千葉県で最初に設置された（愛称：サンスクール）。全日制普通科はそのまま残され、全国で最初の全日制普通科と三部制が併設された学校となった。
三部制定時制課程については、基礎・基本の定着が不十分な者が学習の遅れを回復することが出来るよう、リメディアル教育（学力不足を補うための教育）のカリキュラムが用意されているほか、千葉県立市川工業高等学校定時制課程の授業（工業科目）との相互履修が可能になっている。
全日制は、2011年4月入学生を最後に生徒募集が停止された。2014年4月から、三部制定時制の独立校となった。

## 沿革
- 1976年（昭和51年）4月 - 開校、第1回入学式挙行。
- 1979年（昭和54年）3月 - 第1回卒業式挙行。
- 2002年（平成14年）7月 - 県立高等学校再編計画案公表（松戸南高等学校に三部制定時制の課程）。
- 2003年（平成15年）1月 - 松戸南高校三部制定時制開設準備室設置。
- 2006年（平成18年）4月 - 千葉県初の三部制の定時制課程を設置。
- 2009年（平成21年） - 千葉県立市川工業高等学校定時制課程との相互履修開始。
- 2014年（平成26年）3月 - 全日制最後の卒業式。

## 著名な卒業生
- 芝田裕美 - 鎌ケ谷市長
- 白坂契 - 読売ジャイアンツコーチ
- 富川春美 - 元アイドル　おニャン子クラブ　会員番号14番
- 那須川天心 - キックボクサー（午前部出身）

## 学校行事
- 入学式
- 校外学習
- 体育祭
- 鵬南祭 - 文化祭
- 卒業式

## 歴代校長
- 初代 - 高石久五（1976年～）
- 第2代 - 河野恭廣（1979年～）
- 第3代 - 山下忠夫（1985年～）
- 第4代 - 垣畑利光（1988年～）
- 第5代 - 水野澄（1993年～）
- 第6代 - 高佐猛雄（1995年～）
- 第7代 - 高橋衍（1999年～）
- 第8代 - 久保浩二（2001年～）
- 第9代 - 小野豊喜（2004年～）
- 第10代 - 平本武男（2007年～）
- 第11代 - 皆川眞一郎（2009年～）
- 第12代 - 高橋清英（2012年～）

## 最寄り駅
- JR武蔵野線・北総鉄道北総線 東松戸駅徒歩約12分（経路案内）
- JR武蔵野線 新八柱駅・京成松戸線 八柱駅から京成バス千葉ウエスト[8]「東松戸駅行」東松戸駅下車徒歩約12分